# Chemin de fer de l'île d'Oléron
Le chemin de fer de l'île d'Oléron est une ligne de chemin de fer secondaire à voie métrique qui a été en service de 1904 à 1935, reliant le nord au sud de l'île d'Oléron en Charente-Maritime, à l'époque en Charente-Inférieure. Il était exploité par la compagnie des chemins de fer économiques des Charentes.

## Histoire
Dans le contexte de développement à la fin du XIXe siècle du chemin de fer et des lignes d'intérêt local, le Conseil Général de Charente-Inférieure donne son accord à la construction de la ligne en 1894.
La ligne principale allant de Saint-Trojan-les-Bains à Saint-Denis-d'Oléron est inaugurée le 25 avril 1904, en présence d'Emile Combes, président du Conseil, mais également maire de Pons et sénateur de Charente-Inférieure. L'embranchement de Sauzelle à Boyardville est lui inauguré le 17 mai 1904. À l'époque le trajet du nord au sud se parcourt en 2h20.
Dès 1904 quatre aller-retours circulent quotidiennement sur la branche principale, trois sur celle de Boyardville. Quatre ans plus tard c'est jusqu'à huit aller-retours quotidiens qui circulent, témoignant de l'intensité de l'activité.
À cause de la concurrence progressive des transports par la route, en autocars et automobiles, qui se développe progressivement sur l'île, le service voyageurs est arrêté en 1934 et celui des marchandises en 1935.

## Tracé de la ligne
La ligne reliait les 2 communes aux extrémités de l'île sur un tracé de 37 km.Sur un peu moins de la moitié du parcours, la voie empruntait le bas-côté des routes ; pour le reste, elle était en site propre.
La ligne comptait 28 arrêts du nord au sud dans les principaux villages : Saint-Denis-d'Oléron, Saint-Georges-d'Oléron, Sauzelle, Saint-Pierre-d'Oléron, Dolus-d'Oléron, Le Château-d'Oléron, La Chevalerie, Grand-Village, Petit-Village, Saint-Trojan-les-Bains.
Un embranchement de 5 km à Sauzelle permettait d'aller jusqu'à Boyardville.

## Matériel et exploitation
Les locomotives étaient des Corpet-Louvet 030 Tender  comme le reste des chemins de fer économiques de Charente.
Le service comprenait un service voyageur mais aussi de marchandises : huîtres et productions agricoles, mais aussi courrier.

## Vestiges actuels
Très peu d'infrastructures ont subsisté. Néanmoins l'ancienne gare de la Chevalerie a été rénovée en abri, avec des photos illustrant le train de cette époque, les gares de Saint-Pierre et Saint-Denis bien que modifiées, de la Gaconnière et de Boyardville sont encore visibles.

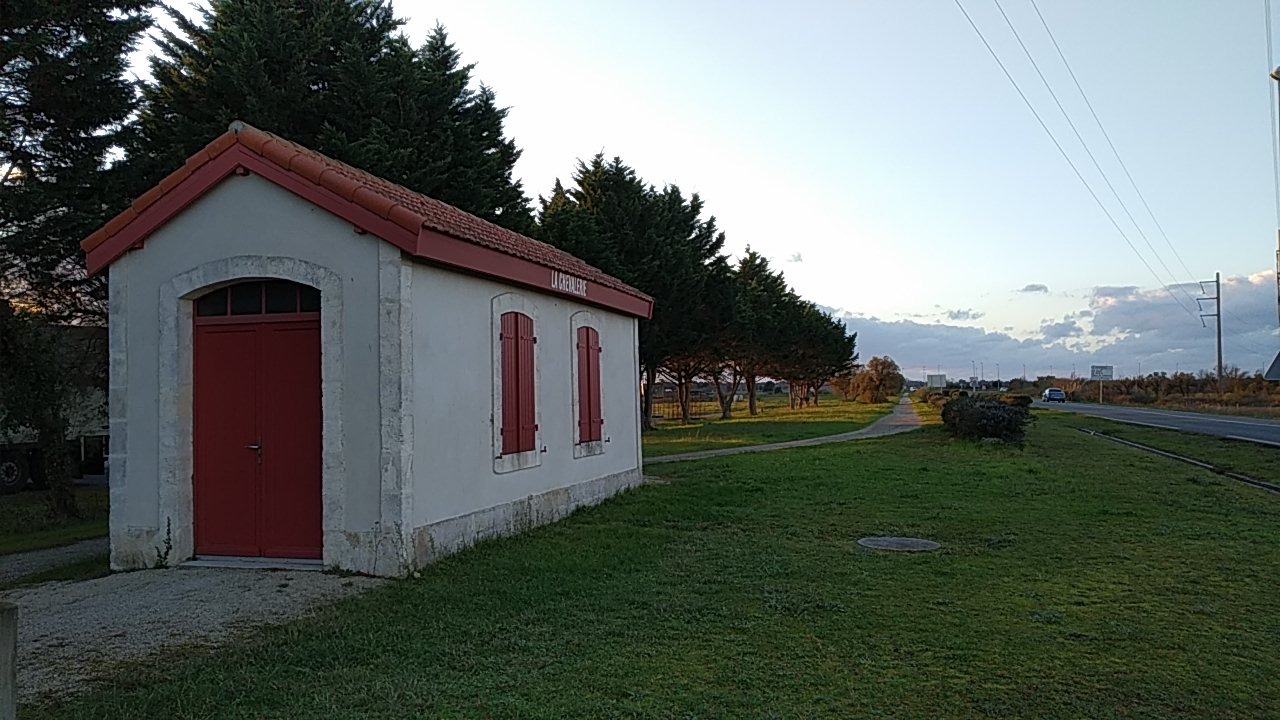
Ancienne gare de La Chevalerie

Une grande partie de la plateforme de la ligne a subi des terrassements et reprises, pour construire les routes actuelles, par exemple la D 26E2 reliant Le Grand-Village à la Chevalerie, alors que l'ancienne route passait par Petit-Village, aujourd'hui la D 275. Plus récemment des pistes cyclables ont été reprises avec une partie des travaux de terrassement.

## P'tit train de Saint-Trojan
Une autre ligne de chemin de fer existait depuis 1963 sur la commune de Saint-Trojan-les-Bains : le P'tit train de St-Trojan, qui reliait le village aux plages de Gatseau et de Maumusson. Cependant actuellement c'est un train touristique qui ne reprend aucun élément du tracé de 1904 et s'inspire plutôt du modèle du tramway de Royan qui circulait de 1890 à 1945 de l'autre côté du coureau d'Oléron entre Royan et Ronce-les-Bains. Il était par ailleurs en voie étroite de 60 cm.